# Pattranite Limpatiyakorn
Pattranite Limpatiyakorn (em tailandês: ภัทรานิษฐ์ ลิ้มปติยากร) (Bangkok, 23 de maio de 2000), mais conhecida como Love, é uma atriz, modelo e empresária tailandesa. Iniciou sua carreira em 2018, após ser aprovada em uma audição e passar a integrar o elenco da emissora GMMTV. Estreou na televisão em 2019, na série He's Coming to Me. Ganhou maior reconhecimento ao interpretar Pear em 2gether: The Series (2020) e Pa em Bad Buddy (2021), sendo este último seu primeiro papel sáfico na GMMTV. Em 2024, assumiu seu primeiro papel como protagonista em uma série sáfica da emissora, interpretando "Sun" em 23.5.

## Biografia
Pattranite nasceu em 23 de maio de 2000, na Tailândia. É a filha mais velha de sua família e recebeu o apelido de "Love" por ser a primogênita. Possui dois irmãos mais novos.
Cursou o ensino médio na Mater Dei School, onde participou de um programa de francês, com o objetivo inicial de seguir carreira diplomática. Em 2022, formou-se em Cinema e Mídia Digital, com especialização em Atuação e Direção, pela Faculdade de Inovação em Comunicação Social da Universidade Srinakharinwirot.
Além da carreira artística, em 2020, Pattranite lançou sua própria marca de cosméticos, chamada Twenty Wendy. A marca inicialmente se chamava Twenty Twenty, mas foi renomeada posteriormente. A ideia de criar a marca surgiu devido às alergias que Pattranite possui, o que sempre lhe trouxe dificuldades para encontrar cosméticos adequados para peles sensíveis. Com isso, decidiu lançar produtos que, além de bonitos, fossem compatíveis com esse tipo de pele.

## Carreira

### Início–2021: Primeiros trabalhos e GMMTV
Antes de iniciar a carreira como atriz, Pattranite trabalhou como modelo para revistas e estrelou comerciais de televisão, após participar de uma audição durante o quinto ano do ensino secundário. Em 2018, participou do concurso Go On Girl Star Search, organizado pela GMMTV em parceria com a Clean & Clear, com o objetivo de recrutar novas atrizes. Após ser aprovada na seleção, passou a integrar o elenco fixo de artistas da emissora.
Em 2019, estreou em seu primeiro trabalho como atriz, interpretando (Young) Kwan na série He's Coming to Me. No mesmo ano, também atuou como Phukkad em Blacklist.
Ganhou maior reconhecimento em 2020, ao interpretar Pear na série 2gether: The Series. Ela voltou a viver a personagem nos spin-offs Still 2gether e 2gether: The Movie, lançados em 2020 e 2021, respectivamente.
Além de suas atuações em séries, Pattranite também participou de videoclipes musicais. Em 2020, apareceu nos clipes You're So Beautiful, de Perawat Sangpotirat, e Dao Tho Prakai (em tailandês: ดาวทอประกาย), de Atipat Na Songkla. No ano seguinte, esteve nos videoclipes Ying Klai Ying Klua (em tailandês: ยิ่งใกล้ยิ่งกลัว), novamente de Atipat Na Songkla, For What?, de Suparerk Bunyanan, e Won't U Come Back?, de Niwirin Limkangwalmongkol.

### 2021–presente: Protagonismo e Representatividade Sáfica
Em 2021, também interpretou a personagem secundária "Pa" na série Bad Buddy. Esse que se tornou seu primeiro papel sáfico na GMMTV. Na trama, formou par romântico com a personagem Ink, interpretada por Pansa Vosbein. O casal gerou repercussão e a química entre as personagens foi elogiada pela crítica e pelo público, e a hashtag "#อิ๊งภา" ("#InkPa") tornou-se um dos assuntos mais comentados nas redes sociais.
Em 2022, voltou a contracenar com Pansa Vosbein no episódio Zero Photography da minissérie Magic of Zero, onde reprisaram os papéis de Pa e Ink como protagonistas. Ambas também fizeram uma participação especial no segundo episódio da série Vice Versa, com Pattranite interpretando Prae, par romântico da personagem de Vosbein. No mesmo ano, Pattranite participou do videoclipe What's the Matter, da boy band LAZ1.
Ainda em 2022, Pattranite fez sua estreia em filmes, interpretando a protagonista Bell no filme Alone in Outing.
Em 2023, interpretou seu primeiro papel principal em uma série da GMMTV como Pleng na série Home School. No mesmo ano, voltou a interpretar a personagem Pa, em uma participação especial em Our Skyy 2, uma continuação da história de Bad Buddy.
Em 2024, Pattranite interpretou sua segunda protagonista em dramas da GMMTV, na primeira série do gênero Girls' Love da emissora, ao dar vida à personagem Sun, uma estudante adolescente, na produção 23.5, retomando sua parceria com Pansa Vosbein.
Posteriormente, Pattranite e Pansa foram estabelecidas como um par fixo da GMMTV, sendo popularmente conhecidas como o shipp "MilkLove".
Em 2025, ambas voltaram a atuar como protagonistas de uma série sáfica da emissora, nomeada Whale Store xoxo. Pattranite interpretou Maewnam, uma professora universitária que, nas horas livres, trabalha como ajudante em seu bairro e, ao longo da trama, torna-se par romântico de Wan, personagem de Vosbein. Ambas também estão previstas para protagonizar a série Girls Rule com lançamento previsto para o final de 2025.

## Filmografia

### Televisão
| Ano      | Título              | Papel   | Notas                 | Ref.   |
| -------- | ------------------- | ------- | --------------------- | ------ |
| 2019     | He's Coming to Me   | Kwan    | Personagem Secundário | [ 3 ]  |
| 2019     | Blacklist           | Phukkad | Personagem Secundário | [ 12 ] |
| 2020     | 2gether: The Series | Pear    | Personagem Secundário | [ 4 ]  |
| 2020     | Still 2gether       | Pear    | Personagem Secundário | [ 13 ] |
| 2021     | Bad Buddy           | Pa      | Personagem Secundário | [ 5 ]  |
| 2022     | Vice Versa          | Prae    | Convidada             | [ 21 ] |
| 2022     | Magic of Zero       | Pa      | Personagem Principal  | [ 20 ] |
| 2023     | Home School         | Pleng   | Personagem Principal  | [ 24 ] |
| 2023     | Our Skyy 2          | Pa      | Convidada             | [ 25 ] |
| 2024     | 23.5                | Sun     | Personagem Principal  | [ 6 ]  |
| 2025     | Whale Store xoxo    | Mawenam | Personagem Principal  | [ 29 ] |
| Em breve | Girl Rules          | Gorya   | Personagem Principal  | [ 31 ] |

### Filmes
| Ano  | Título             | Papel | Notas                 | Ref.   |
| ---- | ------------------ | ----- | --------------------- | ------ |
| 2021 | 2gether: The Movie | Pear  | Personagem Secundária | [ 14 ] |
| 2022 | Alone in Outing    | Bell  | Personagem Principal  | [ 23 ] |

### Videoclipes
| Ano  | Título                                      | Artista | Notas                             | Ref.   |
| ---- | ------------------------------------------- | --- | --------------------------------- | ------ |
| 2020 | 'You're So Beautiful'                       | Perawat Sangpotirat |                                   | [ 15 ] |
| 2020 | 'Dao Tho Prakai' (Em thai: ดาวทอประกาย)     | Atipat Na Songkla |                                   | [ 16 ] |
| 2021 | 'Ying Klai Ying Klua' (Em thai: ยิ่งใกล้ยิ่งกลัว) | Atipat Na Songkla |                                   | [ 17 ] |
| 2021 | 'For What?'                                 | Suparerk Bunyanan |                                   |        |
| 2021 | 'Won't U Come Back?'                        | Niwirin Limkangwalmongkol |                                   | [ 18 ] |
| 2022 | 'What's the Matter'                         | LAZ1 |                                   | [ 22 ] |
| 2024 | 'Tilt' (Em thai: โลกเอียง)                   | Com Pansa Vosbein | Trilha Sonora de 23.5             | [ 26 ] |
| 2024 | 'Shot-Feel' (Em thai: ช็อตฟีล)                | Com Pansa Vosbein |                                   | [ 28 ] |
| 2025 | 'My Only Champion'                          | Com Pansa Vosbein | Trilha Sonora de Whale Store xoxo | [ 30 ] |
| 2025 | 'Blooming Blossom'                          | Com Pansa Vosbein, Tipnaree Weerawatnodom, Rachanun Mahawan, Tharson Klinnium, Pattraphus Borattasuwan, Wanwimol Jaenasavamethee, Nannaphas Loetnamchoetsakun, Benyapa Jeenprasom & Rattanawadee Wongthong |                                   | [ 32 ] |

## Discografia

### Singles
| Ano  | Título              | Artista | Notas                             |
| ---- | ------------------- | --- | --------------------------------- |
| 2024 | 'โลกเอียง (Tilt)'    | Com Pansa Vosbein | Trilha Sonora de 23.5             |
| 2024 | 'ช็อตฟีล (Shot-Feel)' | Com Pansa Vosbein |                                   |
| 2025 | 'My Only Champion'  | Com Pansa Vosbein | Trilha Sonora de Whale Store xoxo |
| 2025 | 'Blooming Blossom'  | Com Pansa Vosbein, Tipnaree Weerawatnodom, Rachanun Mahawan, Tharson Klinnium, Pattraphus Borattasuwan, Wanwimol Jaenasavamethee, Nannaphas Loetnamchoetsakun, Benyapa Jeenprasom & Rattanawadee Wongthong |                                   |

## Outras performances

### Fanmeetings
| Ano  | Data          | Local                     | Notas             | Ref    |
| ---- | ------------- | ------------------------- | ----------------- | ------ |
| 2024 | 2 de Junho    | Hong Kong                 | Com Pansa Vosbein | [ 33 ] |
| 2024 | 9 de Junho    | Taipei, Taiwan            | Com Pansa Vosbein | [ 34 ] |
| 2024 | 29 de Junho   | Tokyo, Japão              | Com Pansa Vosbein | [ 35 ] |
| 2024 | 30 de Junho   | Osaka, Japão              | Com Pansa Vosbein | [ 36 ] |
| 2024 | 20 de Julho   | Manila, Filipinas         | Com Pansa Vosbein | [ 37 ] |
| 2024 | 10 de Agosto  | Ho Chi Minh City, Vietnam | Com Pansa Vosbein | [ 38 ] |
| 2024 | 24 Agosto     | Macau, China              | Com Pansa Vosbein | [ 39 ] |
| 2024 | 19 de Outubro | Singapura                 | Com Pansa Vosbein | [ 40 ] |
| 2025 | 11 de Janeiro | Taipei, Taiwan            | Com Pansa Vosbein | [ 41 ] |
| 2025 | 2 de Março    | Hong Kong                 | Com Pansa Vosbein | [ 42 ] |
| 2025 | 9 de Março    | Nanning, China            |                   |        |

### Shows
| Ano  | Titulo                       | Data           | Local     | Notas | Ref.   |
| ---- | ---------------------------- | -------------- | --------- | --- | ------ |
| 2024 | GMMTV Fanday in Bangkok 2024 | 1 de Dezembro  | Tailândia | Com Pansa Vosbein | [ 43 ] |
| 2025 | Blush Blossom Fan Fest       | 28–29 de Junho | Tailândia | Com Pansa Vosbein, Benyapa Jeenprasom, Nannaphas Loetnamchoetsakun, Pattraphus Borattasuwan, Rachanun Mahawan, Rattanawadee Wongthong, Tipnaree Weerawatnodom, Thasorn Klinnium, Wanwimol Jaenasavamethee | [ 44 ] |

## Prêmios e Indicações
| Ano  | Premiação                              | Categoria                  | Trabalho Indicado   | Resultado |
| ---- | -------------------------------------- | -------------------------- | ------------------- | --------- |
| 2020 | 12th Nataraja Awards                   | Melhor Elenco              | 2gether: The Series | Venceu    |
| 2021 | Kazz Awards 2021                       | Estrela em ascensão do ano | Ela mesma           | Venceu    |
| 2022 | Kazz Awards 2022                       | SaoWaiSai 2022             | Ela Mesma           | Venceu    |
| 2024 | 2024 WTM: Artista feminina popular     | Artista Feminina popular   | Ela Mesma           | Venceu    |
| 2024 | 2024 Thailand Headlines: Pessoa do Ano | Cultura e Entretenimento   | Ela Mesma           | Venceu    |

## Ligações Externas
Pattranite Limpatiyakorn no IMDb
Pattranite Limpatiyakorn] no Instagram
Pattranite Limpatiyakorn no X